# Odmevi
Odmevi so večerna informativna televizijska oddaja, ki je na 1. programu Televizije Slovenija na sporedu med delavniki ob 22.10. Prva oddaja je bila predvajana 6. januarja 1997, na sporedu jih je bilo že preko 6000. Oddaja predstavi najpomembnejše novice dneva in jih pokomentira z gosti. Oddajo si je zamislil takratni urednik informativnega programa Lado Ambrožič. Odmevi so prejeli tudi več nagrad Viktor.

## Trenutni voditelji
- Rosvita Pesek
- Igor Evgen Bergant
- Tanja Starič [3]
- Manica Janežič Ambrožič[4]

## Nekdanji voditelji
V zgodovini oddaje se je zvrstilo mnogo voditeljev: Mile Vreg, Janja Koren, Ksenija Horvat, Uroš Slak, Mojca Širok, Boštjan Lajovic, Tomaž Bratož, Tanja Gobec, Slavko Bobovnik, Luka Svetina.